# Andrew Mlangeni
Andrew Mokete Mlangeni (6 juni 1925 – 21 juli 2020), alias Percy Mokoena, was een Zuid-Afrikaanse politieke activist en anti-apartheid-strijder die, samen met Nelson Mandela een van de vervolgden in het Rivonia-proces was.
Mlangeni werd geboren in Bethlehem, Oranje Vrijstaat. Toen hij in 1946 zijn studie niet meer kon betalen werd hij fabrieksarbeider en vervolgens buschauffeur. Hij werd actief in een staking voor betere arbeidsomstandigheden en beloning, en in 1951 trad hij toe tot de African National Congress Youth League (ANCYL). In 1954 werd hij lid van het Afrikaans Nationaal Congres (ANC).
In 1961 werd hij door het ANC uitgezonden voor een militaire training in het buitenland, maar bij zijn terugkeer in 1963 werd hij in Liliesleaf gearresteerd en vervolgd wegens rekrutering en opleiding van een gewapende macht. Hij werd schuldig bevonden in het Rivoniaproces en veroordeeld tot levenslange gevangenisstraf op Robbeneiland, waar hij geregistreerd werd als gevangene 467/64.
Mlangeni werd in oktober 1989 vrijgelaten, nadat hij 26 jaar van zijn levenslange gevangenisstraf had uitgezeten. 
Na zijn vrijlating was Mlangeni van 1994 tot 1999 lid van het Zuid-Afrikaanse parlement voor het ANC. 
Hij was bevriend met Nelson Mandela en sprak na diens overlijden tijdens de herdenkingsdienst voor Mandela.
In 2015 maakte regisseur Lebogang Rasethaba een film over Mlangeni, getiteld Prisoner 467/64: The Untold Legacy of Andrew Mlangeni.
In juli 2020 overleed hij als laatste overlevende van het Rivonia-proces in het ziekenhuis van Pretoria.
- Gemeinsame Normdatei: 1144277477
- International Standard Name Identifier: 0000 0004 9846 8604
- Library of Congress Control Number: no2017088490
- Virtual International Authority File: 50150030726910962126
- WorldCat: E39PBJbtr8P4FpHVbd8TfcMwYP